# 蘇慧倫

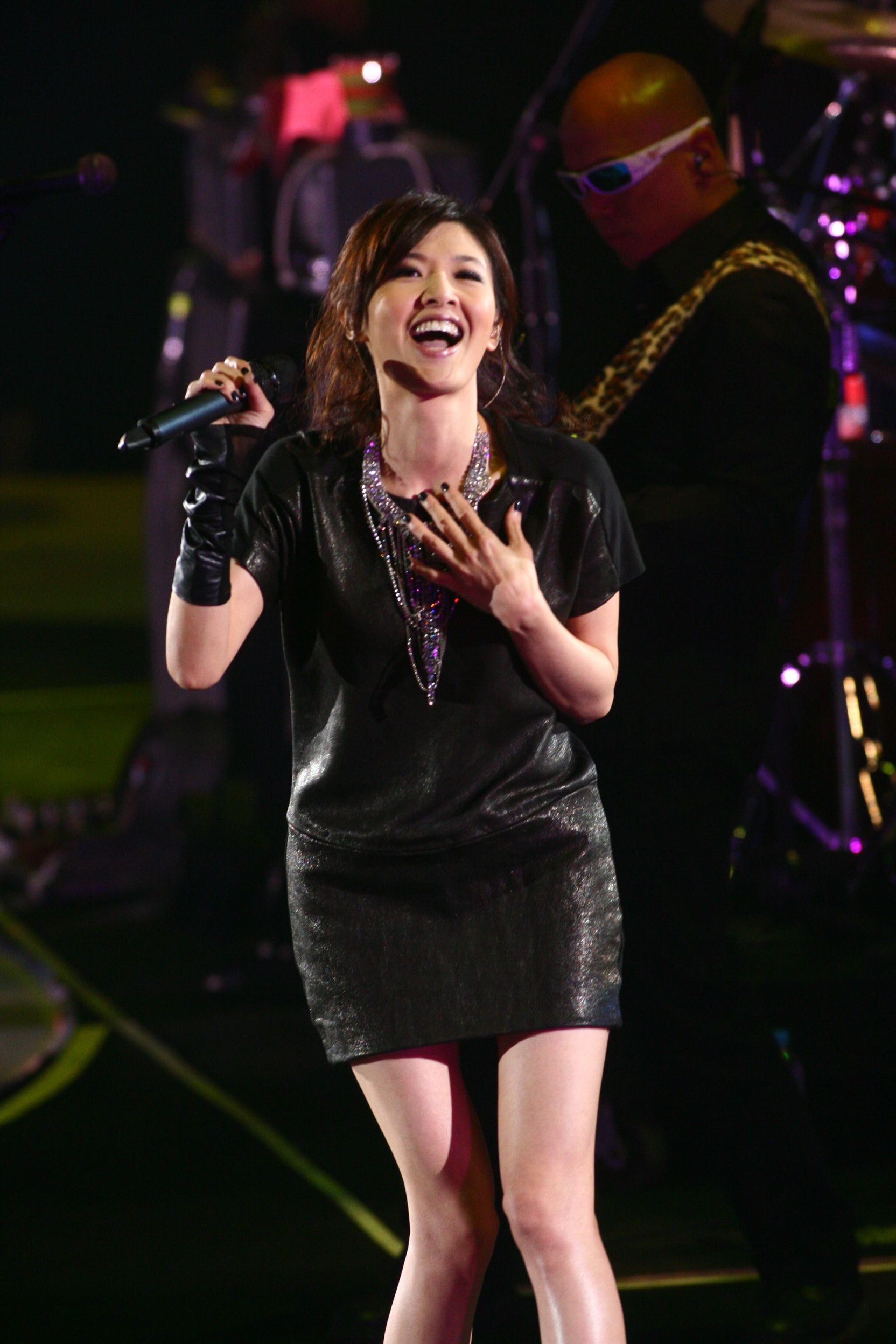
蘇 慧倫

蘇 慧倫（スー・ホェルン、通称：Tarcy Su（ターシー・スー）、1970年10月27日-）は、台湾の歌手、女優である。

## 来歴
台北市出身。
幼少期より京劇などを習っており、華岡芸術学校（高校）では演劇を専攻した。在学中に友人の紹介もあり台湾ロックレコードにスカウトされ、19歳で歌手デビューを果たす。卒業後半年でファーストアルバムをリリースした。以後のアルバムもヒットし、1990年代の台湾でトップアイドルとして活躍する。しかし、2000年頃よりアイドルとしてのレッテルと本人の脱アイドル指向とのギャップが生じ始めたため、俳優業に専念し、以降5年近くアルバムリリースから遠ざかることとなる。
2006年、環球レコードに移籍し、アルバム『蘇慧倫』で歌手活動を再開した。同年には映画『深海　Blue Cha-Cha』にも出演。
2014年3月、1歳上の実業家男性との入籍を発表。翌2015年に長男が誕生した。
2020年3月9日、デビュー30周年を記念し、13年ぶりに16枚目のアルバム『面面』をリリース。変わらぬ容姿と歌声に「凍齢女神」とも評された。

## エピソード
- 2006年に上海を訪れた際に知ったテレビ番組で、上海市内に住む3歳の男児の骨髄ドナーを募集していることを知り、台湾のテレビ番組にてドナーを募る呼びかけを行った。やがて台湾国内から骨髄適合者が見つかり、男児は一命を取り留める。なお、この骨髄を台湾から輸送する際、中国と台湾の政治的対立もあることから上海への直行便が無く、香港経由で届けられた。輸送の際には、蘇慧倫も上海まで同行している。

## アルバム
- 1990年「追得過一切」「我在你心裡有没有重量」
- 1991年「甜蜜心事」
- 1992年「寂寞喧嘩」
- 1993年「六月的茉莉夢」
- 1994年「愛上飛鳥的女孩」「就要愛了嗎」「我有時會想」
- 1995年「満足」
- 1996年「自然喜歡你」「Lemon Tree」「話説蘇慧倫X檔案」「鴨子」
- 1997年「傻瓜」「圏圏」
- 1998年「失恋万歳」
- 1999年「Happy Hours」
- 2000年「懶人日記」
- 2001年「戀戀真言」
- 2006年「蘇慧倫」
- 2007年「左撇子 旋轉門」
- 2020年「面面」

## 映画
- 1993年「宝島 トレジャー・アイランド」（只要為你活一天）
- 1997年「藍月」
- 2004年「心戀」
- 2006年「深海 Blue Cha-Cha」（深海）
- 2007年「神も人も犬も」（流浪神狗人）

## TVドラマ
- 2002年「追夢」
- 2003年「似水年華」「星星知我心」「ラヴトレイン 心動列車」
- 2005年「心動列車 第二單元」「醋溜族」
- 2008年「ハチミツとクローバー」

## 書物
- 1995年「戀戀慧倫寫真集」
- 1996年「蘇慧倫演唱經典樂譜第一集：就要愛了嗎」
- 1996年「蘇慧倫演唱經典樂譜第二集：愛我好嗎」
- 2000年「花樣攝影集」